# José do Rego Lobão
José do Rego Lobão (União, 17 de novembro de 1938 – Teresina, 12 de outubro de 2024) foi um advogado e político brasileiro, outrora deputado estadual pelo Piauí.

## Dados biográficos
Filho de Aarão Alves de Lobão Veras e Julieta do Rego Lobão. Advogado formado pela Universidade Federal do Piauí, a seguir ingressou no Banco do Brasil. Inspetor de Ensino da Secretaria de Educação, foi nomeado chefe de gabinete do vice-governador Djalma Veloso em 1975. Eleito deputado estadual pela ARENA em 1978, foi reeleito pelo PDS em 1982. Escolhido delegado da Assembleia Legislativa do Piauí por conta da eleição presidencial, votou em Tancredo Neves no Colégio Eleitoral em 1985. Investido no cargo de presidente estadual do PFL nesse mesmo ano, não disputou um novo mandato no pleito seguinte. Subsecretário de Governo de Freitas Neto, foi titular da pasta nos três últimos meses do governo Guilherme Melo.